# Ariarate IX di Cappadocia
Ariarate IX Eusebio Filopatore (in greco antico: Ἀριαράθης Εὐσεϐής Φιλοπάτωρ, Ariaráthēs Eusebḗs Philopátōr; ... – 87 a.C.) è stato un re macedone antico della Cappadocia (ca. 101–96 a.C. o 96–95 a.C.), da suo padre Mitridate VI, re del Ponto dopo l'assassinio di Ariarate VII.
Fin da quando aveva appena otto anni, fu messo sotto la reggenza del cappadociano Gordio, ma presto venne rovesciato dalla ribellione della nobiltà cappadociana che lo rimpiazzarono con Ariarate VIII, a sua volta espulso da Mitridate che rimise al trono suo figlio Ariarate IX. Nel 95 a.C. il senato romano ne ordinò la sua deposizione e, dopo un breve periodo di governo pontico diretto, una breve restaurazione di Ariarate VIII e un tentativo di instaurare la repubblica, mise al suo posto un uomo scelto dai cappadoci, che non gradivano proprio l'idea di una repubblica: la scelta cadde su Ariobarzane I Filoromano, il quale fu scacciato da Tigrane il Grande alleato di Mitridate, portando alla breve restaurazione di Ariarate IX, deposto ancora una volta dalla repubblica romana nell'89 a.C. Due anni più tardi, nell'87 a.C., Ariarate IX morì combattendo per suo padre in Tessaglia o forse avvelenato dallo stesso Mitridate.